# Drepanacra binocula
Drepanacra binocula är en insektsart som först beskrevs av Newman 1838.  Drepanacra binocula ingår i släktet Drepanacra och familjen florsländor. Inga underarter finns listade i Catalogue of Life.

## Bildgalleri

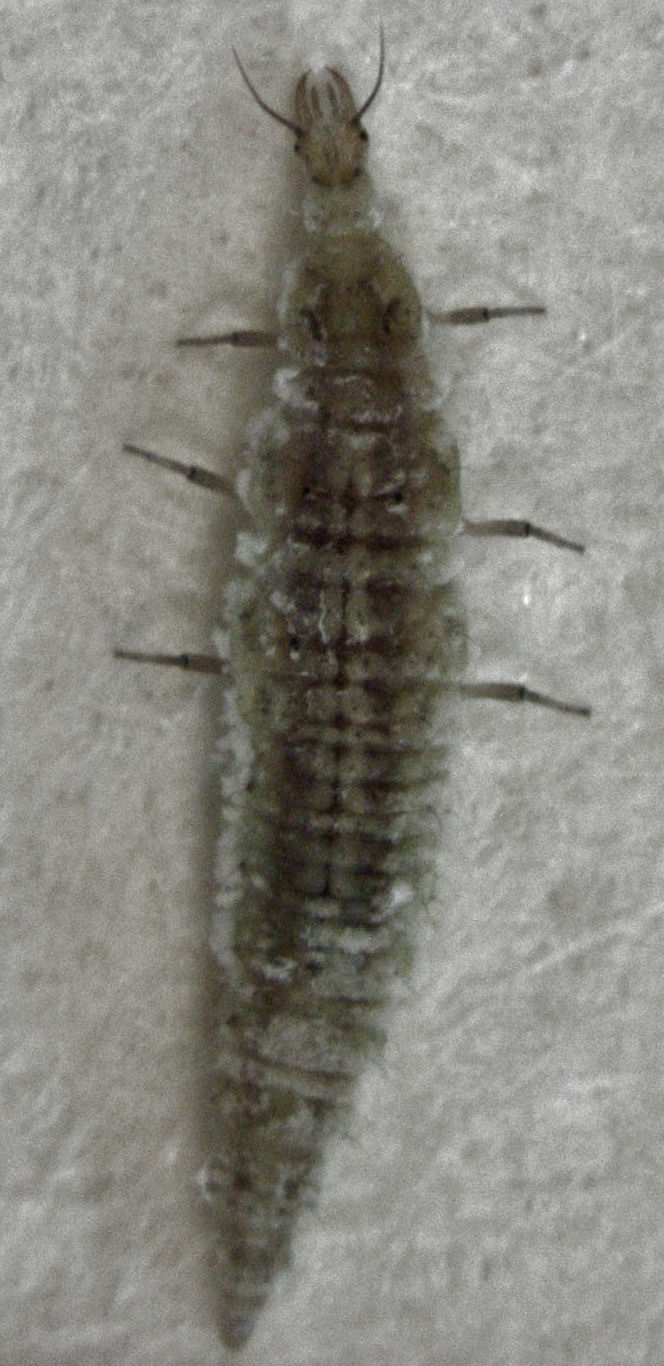
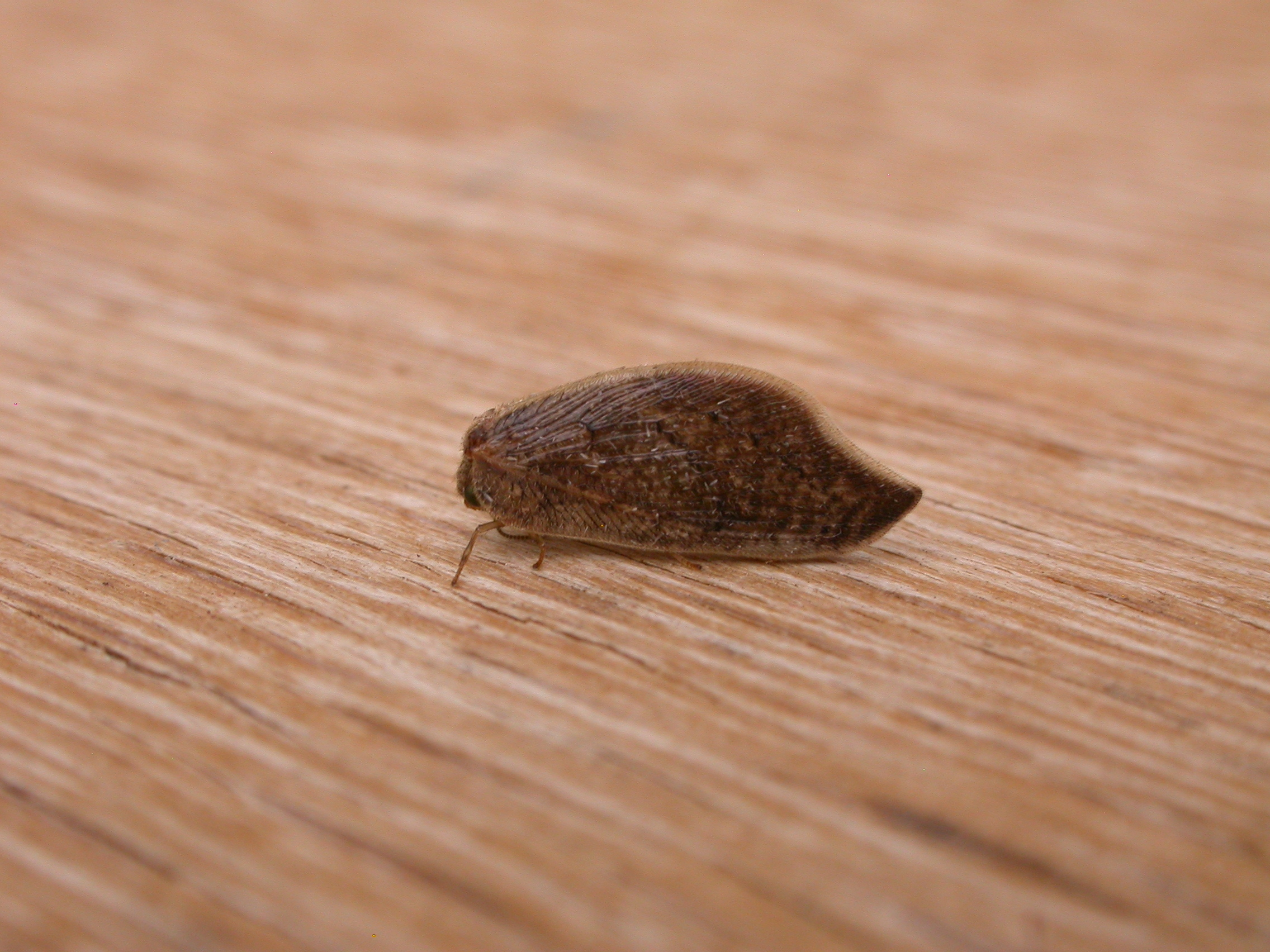